# Liste der Naturdenkmäler in Naturns
Die Liste der Naturdenkmäler in Naturns (italienisch Naturno) enthält die sechs als Naturdenkmal ausgewiesenen Objekte auf dem Gebiet der Gemeinde Naturns in Südtirol.
Basis ist das im Internet einsehbare offizielle Verzeichnis der Naturdenkmäler in Südtirol (Stand: 23. Januar 2015). Dabei kann es sich um botanische, geologische oder hydrologische Naturdenkmäler handeln. Die Reihenfolge in dieser Liste orientiert sich an der ID, alternativ ist sie auch nach dem Namen sortierbar.

## Liste
| Foto |                 | Name                          | Standort                     | Beschreibung                              |
| ---- | --------------- | ----------------------------- | ---------------------------- | ----------------------------------------- |
| BW   | Datei hochladen | Nussbaum ID: 057_G01          | 46° 39′ 10″ N, 10° 59′ 56″ O | Botanisches Naturdenkmal:                 |
| BW   | Datei hochladen | Roßkastanie ID: 057_G02       | 46° 38′ 52″ N, 10° 58′ 46″ O | Botanisches Naturdenkmal:                 |
| BW   | Datei hochladen | Edelkastanie ID: 057_G03      | 46° 38′ 57″ N, 10° 58′ 36″ O | Botanisches Naturdenkmal:                 |
| BW   | Datei hochladen | Krebsbach ID: 057_G04         | 46° 38′ 39″ N, 10° 57′ 20″ O | Hydrologisches Naturdenkmal: Wassergraben |
| BW   | Datei hochladen | Tschirlander Hoad ID: 057_G05 | 46° 38′ 2″ N, 10° 59′ 17″ O  | Botanisches Naturdenkmal: Bestockte Weide |
| BW   | Datei hochladen | Lahnbachau ID: 057_G06        | 46° 39′ 11″ N, 11° 1′ 9″ O   | Hydrologisches Naturdenkmal: Augebüsch    |

| Foto: | Fotografie des Naturdenkmals. Klicken des Fotos erzeugt eine vergrößerte Ansicht. Daneben finden sich zwei Symbole: |
| ID    | Identifikator bei der Abteilung Natur, Landschaft und Raumentwicklung der Südtiroler Landesverwaltung               |